# Pink Bubbles Go Ape
Pink Bubbles Go Ape ist das vierte Studioalbum der deutschen Metal-Band Helloween. Die Band begann auf diesem Album zu experimentieren und vernachlässigte die typischen Power-Metal-Elemente. Zusammen mit dem Nachfolger Chameleon wird es von Fans und Kritikern als schwaches und untypisches Album bezeichnet. Helloween musste starke Einbrüche bei den Verkaufszahlen und den Konzertbesuchern hinnehmen.

## Entstehungsgeschichte
Kai Hansen verließ nach Problemen mit dem Management der Band und nach internen Streitigkeiten Helloween und gründete Gamma Ray. Für ihn stieg Roland Grapow ein. Das Album wurde von Chris Tsangarides produziert, der für Werke wie Painkiller von Judas Priest und Thunder and Lightning von Thin Lizzy bekannt ist.
Kurz nachdem das Album fertiggestellt wurde, zerstritt sich die Band mit der Plattenfirma Noise International. Helloween unterschrieb einen Vertrag mit EMI und dem Iron-Maiden-Management Sanctuary Music. Noise International interpretierte den Vorgang als Vertragsbruch, weil noch ein Album ausstand. Eine einstweilige Verfügung verhinderte die Veröffentlichung des Albums in Deutschland. Während der Zeit des Prozesses veröffentlichte Noise das Best-of-Album The Best, the Rest, the Rare. Pink Bubbles… war lange nur als Import erhältlich. 1992 erschien es erst in Deutschland.

## Titelliste
1. Pink Bubbles Go Ape (Kiske) – 0:36
2. Kids of the Century (Kiske) – 3:51
3. Back on the Streets (Grapow/Kiske) – 3:23
4. Number One (Weikath) – 5:13
5. Heavy Metal Hamsters (Weikath/Kiske) – 3:28
6. Goin' Home (Kiske) – 3:51
7. Someone’s Crying (Grapow) – 4:18
8. Mankind (Grapow/Kiske) – 6:18
9. I’m Doin' Fine, Crazy Man (Grosskopf/Grapow) – 3:39
10. The Chance (Grapow) – 3:47
11. Your Turn (Kiske) – 5:38

### Expanded Edition Bonustracks
1. Blue Suede Shoes (Carl Perkins) – 2:36
2. Shit and Lobster (Weikath) – 4:08
3. Les Hambourgeois Walkways (Weikath) – 5:47
4. You Run with the Pack (Grosskopf) – 3:54

### Singleauskopplungen
- Kids of the Century
- Number One